# ダガナ県
ダガナ県(Département de Dagana)はセネガル共和国サンルイ州にある県。ダガナ、リシャルトール、ロッソ・セネガルの3市とロッソ・ベチオ郡、ンバン郡からなる。県都はダガナ。